# Wonderful Christmastime
Wonderful Christmastime è un brano musicale composto e interpretato dal musicista rock britannico Paul McCartney. Fu pubblicato su singolo (lato B Rudolph the Red-Nosed Reggae (Instrumental)) il 16 novembre 1979.

## Descrizione
Il brano è stato prodotto dallo stesso McCartney e ha riscosso un buon successo di vendite. Egli compose il pezzo in Si maggiore, e lo registrò da solo a casa sua durante le sessioni per il suo progetto solista McCartney II. Anche se i membri dei Wings non suonano nell'incisione, apparvero ugualmente nel relativo video musicale promozionale della canzone.
In seguito, la canzone è stata inserita come bonus track della ristampa dell'album Back to the Egg, accreditato al gruppo musicale Wings, del quale il cantautore faceva parte in quel periodo. Nel 2011 è stata inclusa nel disco bonus della special edition dell'album McCartney II rimasterizzato.

## Video musicale
Per promuovere la canzone fu girato un videoclip musicale, le cui riprese si svolsero presso il pub Fountain Inn nella cittadina di Ashurst, West Sussex.
Sono inoltre incluse riprese effettuate nello Hippodrome Theatre di Eastbourne, durante le prove del tour inglese del 1979. I Wings suonarono il brano nel corso del Wings UK Tour 1979.

## Formazione
- Paul McCartney – voce, tastiere, sintetizzatori, chitarre, basso, batteria, percussioni, campanelli, produzione

## Diffusione e cover
Il brano è divenuto piuttosto popolare su scala mondiale divenendo un classico natalizio moderno, venendo spesso ripreso da altri artisti che ne hanno realizzato delle cover, in particolar modo negli anni duemila.
La canzone ha fruttato a McCartney oltre 15 milioni di dollari di diritti d'autore oltre che 400.000 dollari ogni natale incluse le royalties per le cover di altri artisti.
Diana Ross è stata una delle prime artiste ad aver realizzato una sua personale versione, nel 1994, inserita nel disco A Very Special Season. Nel 2001 è stato invece ripresto da Martin Sheen, John Spencer e Stockard Channing per l'album NBC Celebrity Christmas.
Un'altra versione, con relativa versione remix, è stata realizzata dal gruppo musicale Jump5 nel 2002 per il disco natalizio All the Joy in the World, mentre altre due cover sono state inserite nelle raccolte natalizie accreditate ad artisti vari Happy Christmas Vol. 3 e Maybe This Christmas Tree, realizzate rispettivamente dal gruppo christian rock statunitense Earthsuit e dal britannico Tom McRae. Sempre nel 2002, un'altra versione è stata realizzata dalla attrice e cantante Hilary Duff per il suo album natalizio Santa Claus Lane.
I Jars of Clay hanno inserito la loro versione nell'album Christmas Songs del 2007, mentre l'anno dopo Demi Lovato l'ha inserita nel suo disco All Wrapped Up. Il 2008 è stato un anno particolarmente ricco di riesecuzioni del brano; oltre a Demi Lovato, anche Irene Grandi, Bonnie Pink, gli Overboard e Rahsaan Patterson e gli Helix hanno realizzato la loro personale versione della canzone, inserite rispettivamente negli album Canzoni per Natale, Chain, Tidings, The Ultimate Gift e A Heavy Mental Christmas.
Nel 2009 la canzone è stata ripresa dai Family Force 5 per l'album natalizio Family Force 5's Christmas Pageant e dal gruppo metal Beatallica per il disco Winter Plunderband. I Bo Katzman Chor ne hanno realizzato una loro versione nel 2010. Nel corso degli anni è stata inoltre campionata dal gruppo hip hop De La Soul per la realizzazione del brano Simply, mentre i Barenaked Ladies ne hanno realizzato una versione strumentale per il disco Barenaked for the Holidays. Un'altra versione è stata realizzata da Cale Parks.
Le varie cover del brano non sono sempre accreditate con al titolo effettivo del brano Wonderful Christmastime; spesso è stato erroneamente identificato come Wonderful Christmas Time o A Wonderful Christmas Time.